# Морська корова Стеллера
Морська́ коро́ва Сте́ллера (Hydrodamalis gigas) — вимерла морська тварина з родини дюгоневих ряду сирен. Була єдиним видом цього ряду, який мешкав у холодних водах.
Морські корови були завдовжки 8—10 м і вагою до 3,5 тонн. Мешкали поблизу Командорських островів у Тихому океані. Вони майже не пірнали й плавали на мілководді, харчуючись здебільшого морською капустою. Морські корови жили стадами. Зазвичай, самець і самиця трималися поруч, дитинчат вони тримали перед собою. Спини морських корів перебували постійно над водою. Їхнім єдиним заняттям був пошук їжі. Під час живлення морські корови постійно рухали головою й шиєю, як бики, і що дві хвилини висували голову з води, щоб набрати свіжого повітря, при цьому видавали звук подібний до кінського іржання. За схожість своєї поведінки з коровами на пасовищі вони й отримали назву.

## Відкриття та описи очевидців

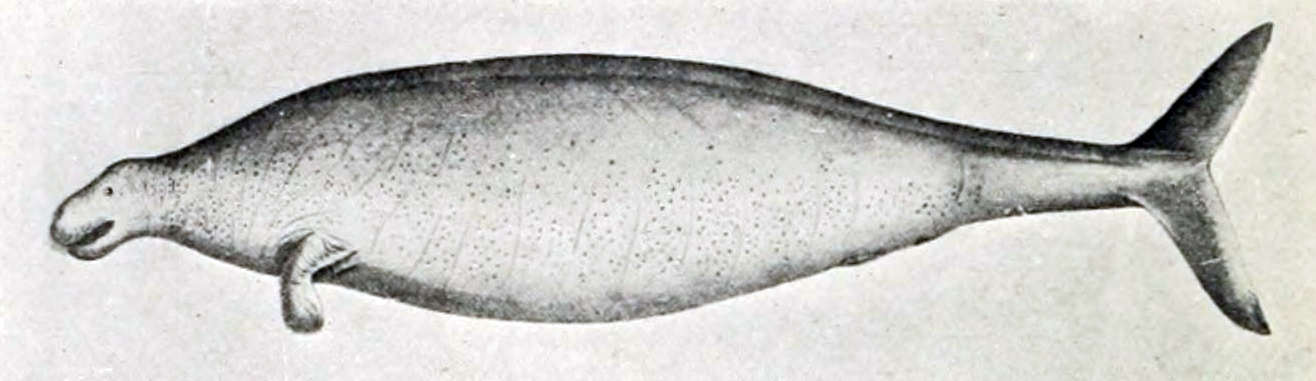
Малюнок морської корови, виконаний Георгом Стеллером. Хвіст намальовано під таким кутом лише для того, щоб краще показати його форму.

Скелет морської корови в Музеї природи Харківського національного університету

Уперше європейці побачили морських корів 6 листопада 1741 року, коли на них натрапила експедиція Вітуса Беринга.
Відомий науковець Георг Стеллер, завдяки якому ця тварина і стала відома, і на честь якого її назвали, описав цей вид і процес полювання на цю велику морську істоту.
«21 травня 1742 року, — писав Стеллер, — була зроблена перша спроба зачепити цю сильну й величезну тварину спеціально виготовленим великим залізним гаком, прив'язаним до міцного довгого каната, і витягти її на берег. Та спроба не вдалася: шкіра виявилася твердою й міцною, а гачок занадто тупим. Намагалися змінити його, але подальші спроби призводили до того, що тварини зривалися в море разом з гаком і канатом».
«З можливою обережністю ми підпливали до тварин, які стадами бродили по своєму водному пасовищу вздовж берегів. Як тільки гарпунник втикав у тварину гарпун, люди, які перебували на березі, починали поступово тягти її з води, у той час як ті, що сиділи в шлюпці, наближалися до тварини й завдавали їй ударів ножем і багнетами, поки вона не спливала кров'ю, що фонтанами била з її ран. При припливі тварина витягалася на берег і там прикріплювалася. Як тільки вода спадала і тварина лежала на суші, у неї вирізали м'ясо й жир і з радістю доставляли до хат».
Морські корови зовсім не боялися людей, що дуже полегшувало процес полювання. При цьому їхній ареал, Командорські острови перебував на шляху з Камчатки в Америку. Вони стали продовольчою базою російських промислових експедицій. Проте запаси острову були мізерно малі в порівнянні з дедалі ростучою потребою в солонині Камчатського й Охотського промислового флотів. Тож великі, смачні й абсолютно беззахисні морські корови були приречені на винищення. Що й сталося менш як за 30 років — 1768 року була вбита остання морська корова.

## У мистецтві
Українська поетеса Ліна Костенко присвятила цій тварині вірш «Прощай, морська корово…».